# 王圖 (萬曆進士)
王圖（1557年—1627年），字則之，號明石、又号衷白，陝西西安府耀州（今陝西省銅川市耀州區）人，軍籍，明朝政治人物。同進士出身。萬曆丙戌進士，天啟年間官至禮部尚書。諡文肅。

## 生平
萬曆四年（1576年）中式丙子科陝西鄉試第一名舉人（解元）。萬曆十一年（1583年）登丙戌科會試五十九名，廷試三甲四十六名進士，吏部觀政，改翰林院庶吉士，十六年十月授翰林院檢討，十九年八月復除原职，二十二年福建主考，二十六年养病。三十年升右中允，掌南京翰林院事，三十一年召充東宮講讀官，本年升右庶子，掌坊事。三十三年升少詹事，三十六年升正詹事，协理府事，充經筵日講官，教習庶吉士。三十七年進吏部右侍郎兼侍讀學士，掌翰林院事，經筵日講、教习仍照旧。四十一年在籍調理，天啓二年（1622年）起吏部右侍郎，四年晉升禮部尚書，協理詹事府。次年被閹黨彈劾削籍。崇禎初年，贈太子太保，諡文肅。

## 家族
曾祖父王永寧，曾任陰陽官；祖父王宗仁，曾任壽官；父王邦憲，曾任山東萊州府通判。前母雷氏（贈孺人）；母左氏（贈孺人）；恩母黨氏（封孺人）。重庆下。兄王國（翰林院庶吉士、南直隸提學御史、文林郎）、王圜（己卯舉人）。弟王圍、王萃（廪生）、王海實。有子王毓玄、王淑抃。